# Антоний Римлянин
Анто́ний Ри́млянин (около 1067 — 3 августа 1147) — святой Русской православной церкви, основатель новгородского Антониева монастыря. Канонизирован в лике преподобных. Память совершается (даты по юлианскому календарю) 3 августа в день преставления, 17 января в день тезоименитства с преподобным Антонием Великим и в 3-ю неделю по Пятидесятнице вместе с Собором Новгородских святых.

## Житие

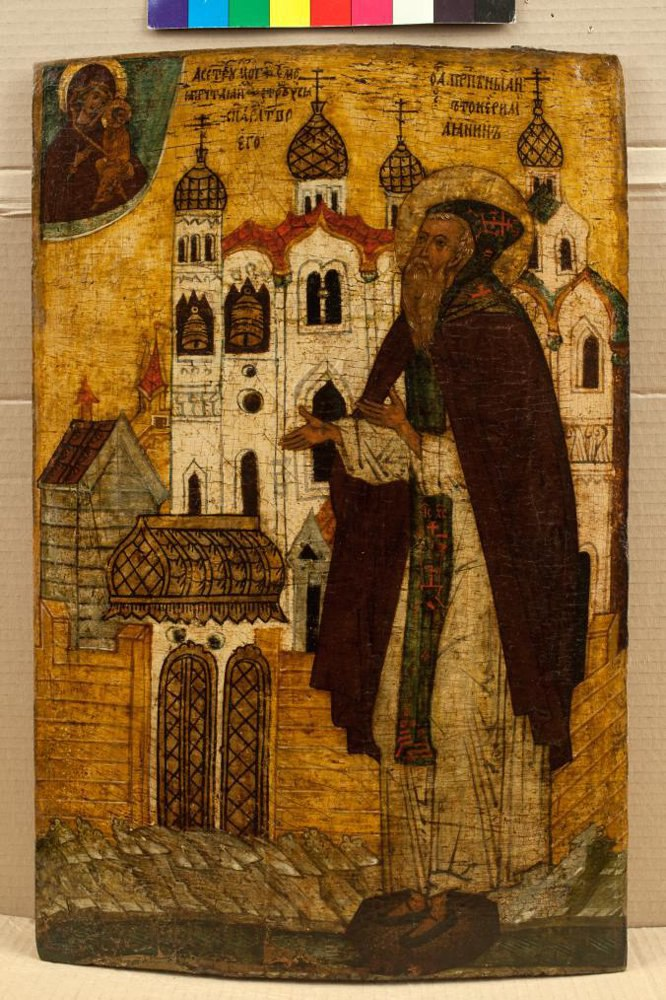
Преподобный Антоний Римлянин с видом на монастырь, XVI в.

Согласно житию святого, составленному в XVI веке, Антоний родился в Риме от «православных родителей». В возрасте 18 лет, осиротев, он раздал имущество бедным (а часть его вложил в бочку и бросил в море) и принял монашеский постриг. Проявлял усердие в изучении древнегреческого языка, чтении Священного Писания, творений святых отцов. Когда «князи» области, где находился монастырь, и «латиняне» начали гонения на православие, Антоний покинул разорённую обитель и в течение года предавался молитве на приморской скале. Однажды камень, на котором стоял Антоний, отломился от скалы и упал в море. Минуя «тёплое море» (Средиземное), Неву, Ладожское озеро и Волхов, святой чудесным образом приплыл на камне в Новгород, причём путешествие длилось всего три дня. Это произошло, по сведениям агиографа, в сентябре 1106 года, в канун праздника Рождества Пресвятой Богородицы. С новгородцами Антоний поначалу общался через переводчика, затем, помолившись, «дабы ему Бог открыл русский язык», — без его помощи. При содействии новгородского епископа Никиты Антоний основал монастырь в честь Рождества Пресвятой Богородицы, истратив для покупки земель и украшения обители остатки своего имущества, найденные в выловленной рыбаками бочке. В 1117 году был заложен каменный храм в честь Рождества Пресвятой Богородицы, который освятил епископ Новгородский Иоанн в 1119 году. В 1131 году святитель Нифонт Новгородский поставил преподобного Антония игуменом основанного им монастыря. Он управлял обителью 16 лет, накануне кончины назначив своим преемником инока Андрея, которому приписывается авторство жития.

## Почитание и мощи
В 1597 году Антоний Римлянин, ранее пользовавшийся местным почитанием, был официально канонизирован, а его мощи перенесены в Рождественский собор монастыря.
1 июня 1860 года состоялось переложение мощей епископом Старорусским Евфимием в новую раку работы Ф. А. Верховцева. Участие в создании раки принимал архимандрит Леонтий, ректор Новгородской семинарии.

В 1927 году, в разгар антирелигиозной кампании, рака была вскрыта, мощи вынуты и переданы в антирелигиозный музей; считались утраченными. В 2016 году кандидат биологических наук Денис Пежемский завершил 20-летнюю работу по изучению мощей, хранящихся в Софийском соборе Новгорода: 
Удалось вычленить мощи Антония Римлянина из комплекса останков. Историко-антропологическое исследование закончено. Мощи Антония Римлянина переданы митрополиту Новгородскому и Старорусскому Льву.

Рассказ о путешествии святого Антония на камне вошёл в русский фольклор.

Старообрядческая икона XVIII века

## Научная интерпретация
Житие святого носит в значительной степени легендарный характер, но его деятельность подтверждается историческими источниками: новгородские летописи упоминают строительство монастырской церкви, поставление в игумены и смерть Антония. Сохранилась (в нескольких списках, самые ранние датируются XVI столетием) духовная грамота святого, частично включённая в текст жития. Тем не менее до середины XVI века римское происхождение Антония никак не упоминалось и не подчёркивалось. Возможно, предание о его путешествии из Рима в Новгород сложилось в эпоху, когда потеря Новгородом независимости вызвала появление ряда сказаний о наследовании «римских» святынь (конец XVI — начало XVII века). Тогда же сложилась и окончательная редакция жития, в основе которой мог лежать текст, действительно принадлежащий ученику святого монаху Андрею.
Кроме того, в XII веке словом «римлянин» мог называться выходец не только из Рима, но и из других частей Священной Римской империи, в том числе из германских земель, а возможно, и купец, торгующий с этими землями.